# سوسانا تاونزند
سوسانا تاونزند (انگلیسی: Susannah Townsend؛ زادهٔ ۲۸ ژوئیهٔ ۱۹۸۹) بازیکن هاکی روی چمن اهل انگلستان است که در مسابقات کشوری و بین‌المللی در مجموع برندهٔ 2 مدال طلا، 1 مدال نقره، 2 مدال برنز شده‌است.